# 俄亥俄大道
俄亥俄大道（Ohio Drive）是一条华盛顿特区西南区的街道，位于东和西波托马克公园接壤的潮汐湖，华盛顿水道和波托马克河。它是东波托马克公园的主要道路，是通往该地区的唯一主要车辆路线。 与华盛顿特区大多数以美国州份命名的公路不同，俄亥俄大道的英文原文不同，并不是像威斯康星大道或罗德岛大道等那样被命名为Avenue，而是Drive。
俄亥俄大道是西波托马克公园和东波托马克公园历史区的一部分，该区于1973年11月被列入国家历史古迹名录 

## 路线
俄亥俄大道从林肯纪念堂开始，向南一直延伸到西波托马克公园的西侧。它穿过一条小河道，通过潮汐湖闸口大桥将波托马克河与潮汐湖连接起来， 并在14街大桥和华盛顿地铁黄线大桥的下方继续延伸。这条街沿东波托马克公园的西侧进入并继续延伸，直至该岛的南端，然后向西北方向向上延伸至该岛的东侧。俄亥俄大道（Ohio Drive）在14街和CSX铁轨下方经过，然后在东湖大道（该路与缅因大道相连的地方）结束。 

## 历史

### 建造
1912年开始建造，当时称为河滨大道，并于1916年完成。 到1913年6月，它的一部分已经完成。（总统伍德罗·威尔逊曾在这走过） 这条路的昵称是“跑道（The Speedway）”，源于过去发生在该道路上的非正式赛马和越野车比赛。 

### 重要建筑
西南区俄亥俄大道有许多重要的历史建筑。

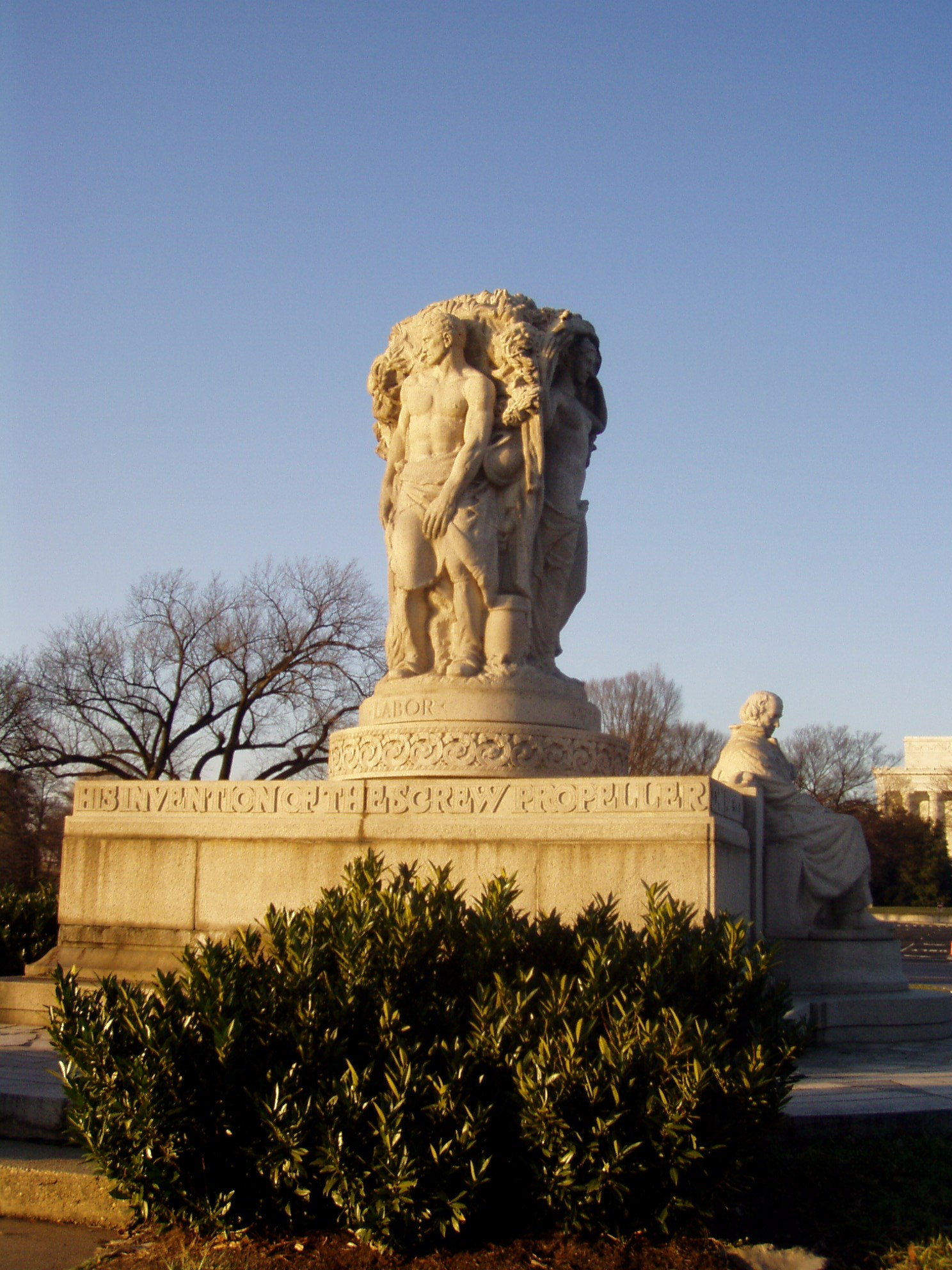
西南区俄亥俄大道上约翰·爱立信国家纪念碑，瑞典王储参加了纪念仪式。

西波托马克公园马球场位于独立大道和俄亥俄大道之间，于1908年进行了规划。 1942年被铺平，为美国国防部在国家广场上的临时办公室提供停车位，南半部在1943年恢复为运动场。 1944年，在剩下的停车场上修建了一个美国海军女兵预备役（WAVES）宿舍。宿舍在1965年被拆除，该区域最终完全恢复为运动场。 
1926年，约翰·爱立信国家纪念碑在林肯纪念堂附近的河滨大道上竖起。该雕像纪念了美国内战期间瑞典移民和USS Monitor号铁甲舰设计师约翰•爱立信（John Ericsson）的贡献。 古斯塔夫·阿道夫出席揭幕仪式。
河滨大道（Riverside Drive）在1950年被更名为俄亥俄州大道（Ohio Drive）。  
樱花树也是俄亥俄州大道（Ohio Drive）的标志性特征。在1930年代，西波托马克公园西北角的街道两旁种植了一大片日本樱花。 从1966年到1968年，在东波托马克公园的俄亥俄大道种植了1,800多棵日本樱花树和其他树木。这些树木是由林登·B·约翰逊总统和第一夫人伯德·约翰逊夫人的朋友捐赠和种植的，以纪念伯德·约翰逊夫人在美化全美所做的持续努力。在东波托马克公园东岸的俄亥俄大道，有一块纪念这些树木种植的牌匾。 根据国家公园管理局的说法，樱花树“是定义东波托马克公园景观的主要特征”，也被视为东西波托马克公园历史区的重要部分。 
1957年，在俄亥俄州大道和西南盆地大道建立了另一个主要纪念馆。该对象是2-短噸（1.8-公噸）日本石塔。石塔是日本横滨人民送给华盛顿特区人民的礼物。它于1957年6月19日分五批运抵现场，并在现场组装完成。横滨市市长Ryozo Kiranuma出席了建成仪式。 这座石塔也是东、西波托马克公园历史街区的特色建筑。 
俄亥俄州大道上的另一个历史物是“第一次航空邮件标记”。该物体由附在一块巨石上的黄铜牌匾组成，该巨石紧挨着俄亥俄大道西南侧的马球场地。 1958年5月15日，它由哥伦比亚特区专门为纪念首次国内航空邮件飞行而设立。最初的标记在1969年被盗，而匾在1971年被替换。 

### 国家首都公园
俄亥俄州大道有两个国家首都公园的主要建筑。第一个是国家首都公园中央办公室的总部，位于俄亥俄大道900号。 
第二个是美国工程师仓库，也位于俄亥俄大道900号。该结构由当地著名的伍德，唐恩和戴明（Wood，Donn and Deming）建筑公司于1912年设计。该建筑也是东、西方波托马克公园历史街区的特色建筑。